# Atelurius segmentatus
Atelurius segmentatus là một loài nhện trong họ Salticidae.
Loài này thuộc chi Atelurius. Atelurius segmentatus được Eugène Simon miêu tả năm 1901.